# Pipilo maculatus
El rascador moteado o toquí moteado (Pipilo maculatus) es una especie de ave paseriforme de la familia Passerellidae propia de América del Norte y Central. 

## Distribución y hábitat
Es nativa de Canadá, Estados Unidos, México y Guatemala. Sus hábitats naturales son el bosque templado, el bosque húmedo montano subtropical y tropical, y los matorrales. 

## Subespecies
Se reconocen 21 subespecies:
- Pipilo maculatus arcticus (Swainson, 1832)
- Pipilo maculatus chiapensis Van Rossem, 1938
- Pipilo maculatus clementae Grinnell, 1897
- Pipilo maculatus consobrinus Ridgway, 1876
- Pipilo maculatus curtatus Grinnell, 1911
- Pipilo maculatus falcifer McGregor, 1900
- Pipilo maculatus falcinellus Swarth, 1913
- Pipilo maculatus gaigei Van Tyne & Sutton, 1937
- Pipilo maculatus griseipygius Van Rossem, 1934
- Pipilo maculatus macronyx Swainson, 1827
- Pipilo maculatus maculatus Swainson, 1827
- Pipilo maculatus magnirostris Brewster, 1891
- Pipilo maculatus megalonyx S. F. Baird, 1858
- Pipilo maculatus montanus Swarth, 1905
- Pipilo maculatus oaxacae Sibley, 1950
- Pipilo maculatus oregonus Bell, 1849
- Pipilo maculatus orientalis Sibley, 1950
- Pipilo maculatus repetens Griscom, 1930
- Pipilo maculatus socorroensis Grayson, 1867
- Pipilo maculatus umbraticola Grinnell & Swarth, 1926
- Pipilo maculatus vulcanorum Sibley, 1951